# Окунайский (разъезд)
Окуна́йский— разъезд Северобайкальского региона Восточно-Сибирской железной дороги на 908 км Байкало-Амурской магистрали.
Находится в 6 км к северу от посёлка Окунайский Казачинско-Ленского района Иркутской области.

## Пригородное сообщение по станции
| № поезда  | Маршрут движения          | № поезда  | Маршрут движения          |
| --------- | ------------------------- | --------- | ------------------------- |
| 6384/6382 | Киренга — Северобайкальск | 6366      | Северобайкальск — Киренга |
| 6367      | Кунерма — Киренга         | 6368      | Киренга — Кунерма         |
| 6368/6370 | Киренга — Северобайкальск | 6369/6367 | Северобайкальск — Киренга |